# Хілл Хаус, Геленсбург
56°01′01″ пн. ш. 4°43′41″ зх. д. / 56.017° пн. ш. 4.72797° зх. д.
Хілл Хаус (Hill House) в Геленсбурзі, Шотландія, є однією з найвідоміших робіт Чарльза і Маргарет Макдональд Макінтошів, яка, ймовірно, поступається лише (нині знищеній) Школі мистецтв Глазго. Будинок є яскравим зразком британського модерну. Він був розроблений і побудований для видавця Уолтера Блекі в 1902–1904 роках.
Крім будинку, Макінтош розробив більшу частину інтер’єру, меблів та обладнання. Увага Макінтоша до деталей поширювалася на прописування кольору зрізаних квітів, які Блеккі могли б поставити на столі у вітальні. 
У 1982 році будинок був подарований Національному фонду Шотландії, який утримує його та відкриває для відвідувачів.

## Клієнт

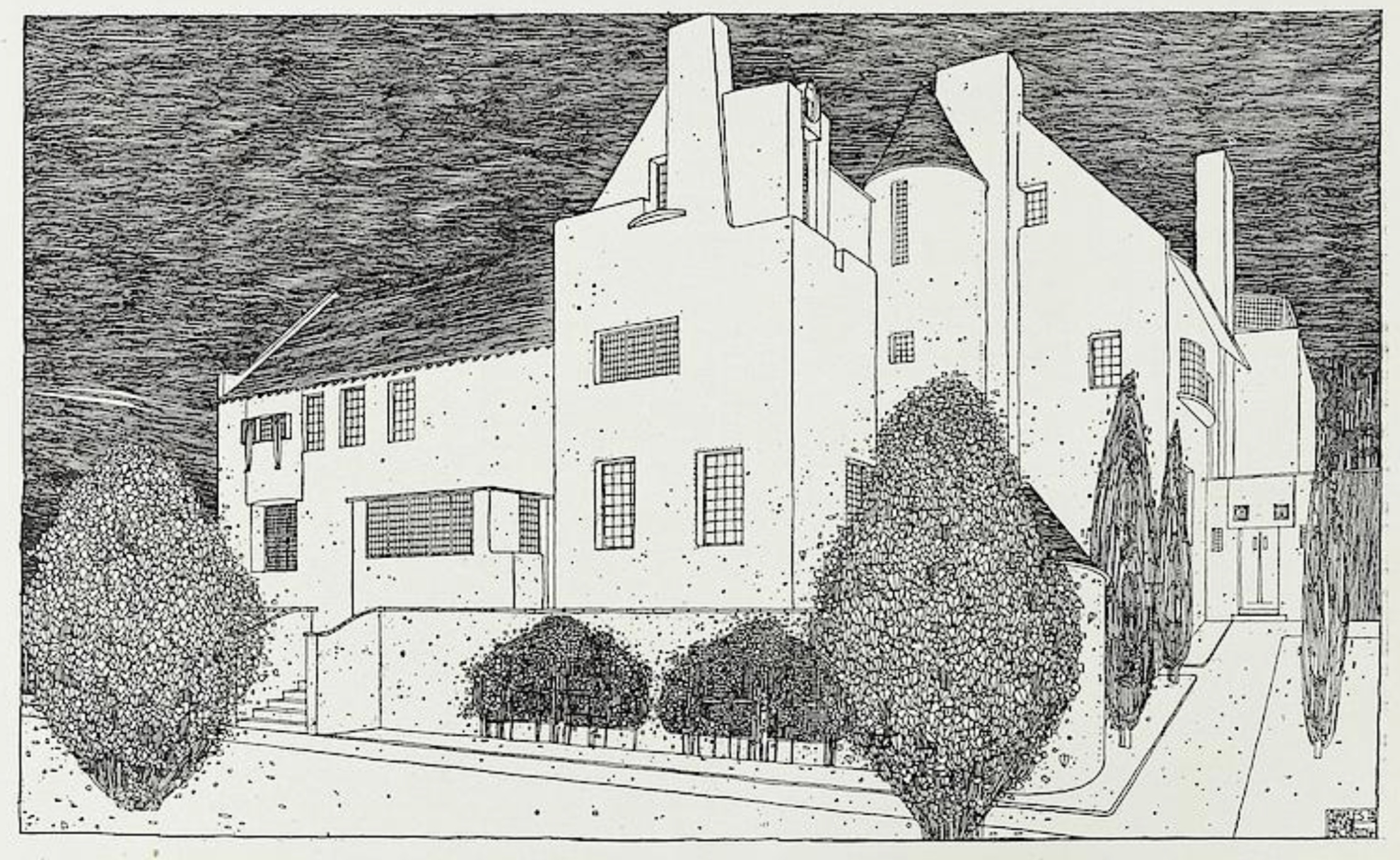
Ескіз будинку

Геленсбург, на захід від Глазго, був заселений бізнесменами. 1902 року Уолтер Блекі з видавництва Blackie and Son купив ділянку для будівництва нового будинку. За пропозицією Телвіна Морріса, Чарльз Ренні Макінтош був призначений для проєктування та будівництва Hill House. Блекі був здивований молодості архітектора, але, відвідавши інші будинки, які спроєктував Макінтош, переконався, що він правильна людина. Блекі передбачав відсутність цегли, тинькування чи дерев’яних балок, а також червоної черепичної покрівлі, як це традиційно заведено на заході Шотландії. Натомість Блекі попросив сірі грубо-литі стіни та шиферний дах; і що архітектурні ефекти повинні бути забезпечені не орнаментом. Вимоги та нетрадиційний смак клієнта дозволили Макінтошу повноцінно розпоряджатися його дизайнерськими ідеями.
Перш ніж створити креслення, Макінтош провів деякий час у домі Блекі, щоб спостерігати за їх повсякденним життям. Аналізуючи звички родини, Макінтош міг спроєктувати кожен аспект будинку відповідно до потреб кожного користувача. Він вважав, що функціональні проблеми повинні бути вирішені, перш ніж дозволити дизайну розвиватися. 
Ходять чутки, що в будинку живуть привиди, і співробітник описав високу струнку фігуру, одягнену в чорне з довгою чорною накидкою, яка з’явилася з вбиральні містера Блекі. Увійшовши до Білої спальні, фігура зникла.

## Зовнішній вигляд
Рівномірна сірувата зовнішня обробка будівлі поєднується з хмарним небом. Повністю асиметрична конструкція формує різні рівні та форми даху, під впливом Огастеса П'юджина. Мінімальна кількість декору, важкі стіни, прямокутні та квадратні вікна виражають міцну, тверезу конструкцію. Зовнішні якості будівлі майже протилежні теплому, екзотичному, ретельно прикрашеному та гладкому інтер’єру. Знову ж таки, Макінтош ставиться до теорії Огастеса П'юджина, мінімізуючи зовнішнє оздоблення, щоб підкреслити дизайн інтер’єру: перехід із зовнішнього світу в безпечний, фантастичний внутрішній простір. Аналіз фарби на зовнішній стороні показує, що він міг бути залишений як незабарвлений блідо-сірий спочатку.
Макінтош вибрав портландцемент, який тоді був нещодавно представлений, але виявилося, що він менш міцний, ніж традиційне вапно, і до 2017 року визнали, що він перебуває в нестабільному стані і це загрожує будинку. Як тимчасове рішення Hill House помістили в прозору пористу «коробку», дозволяючи деякий рух повітря, щоб конструкція поступово висихала.

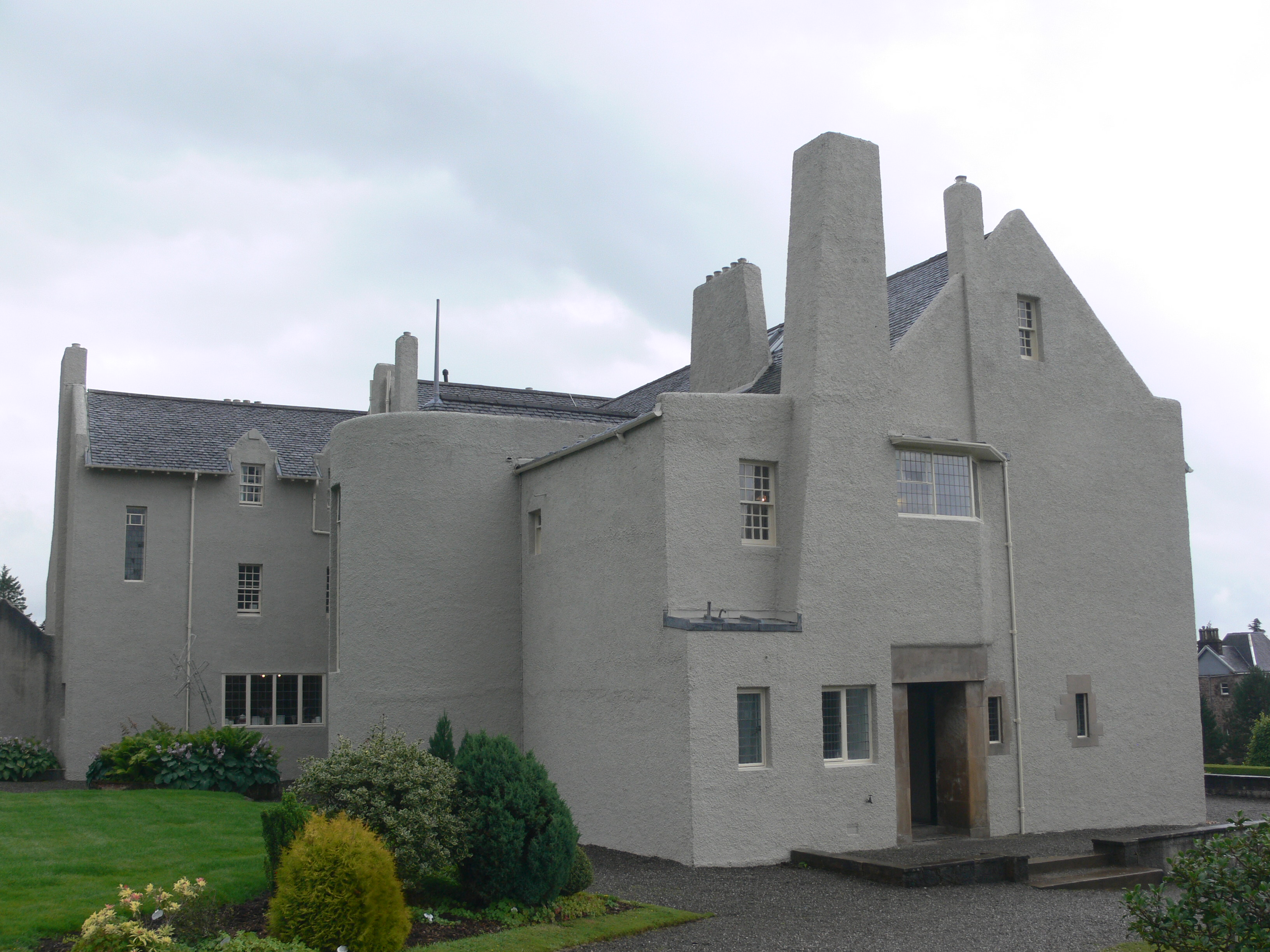
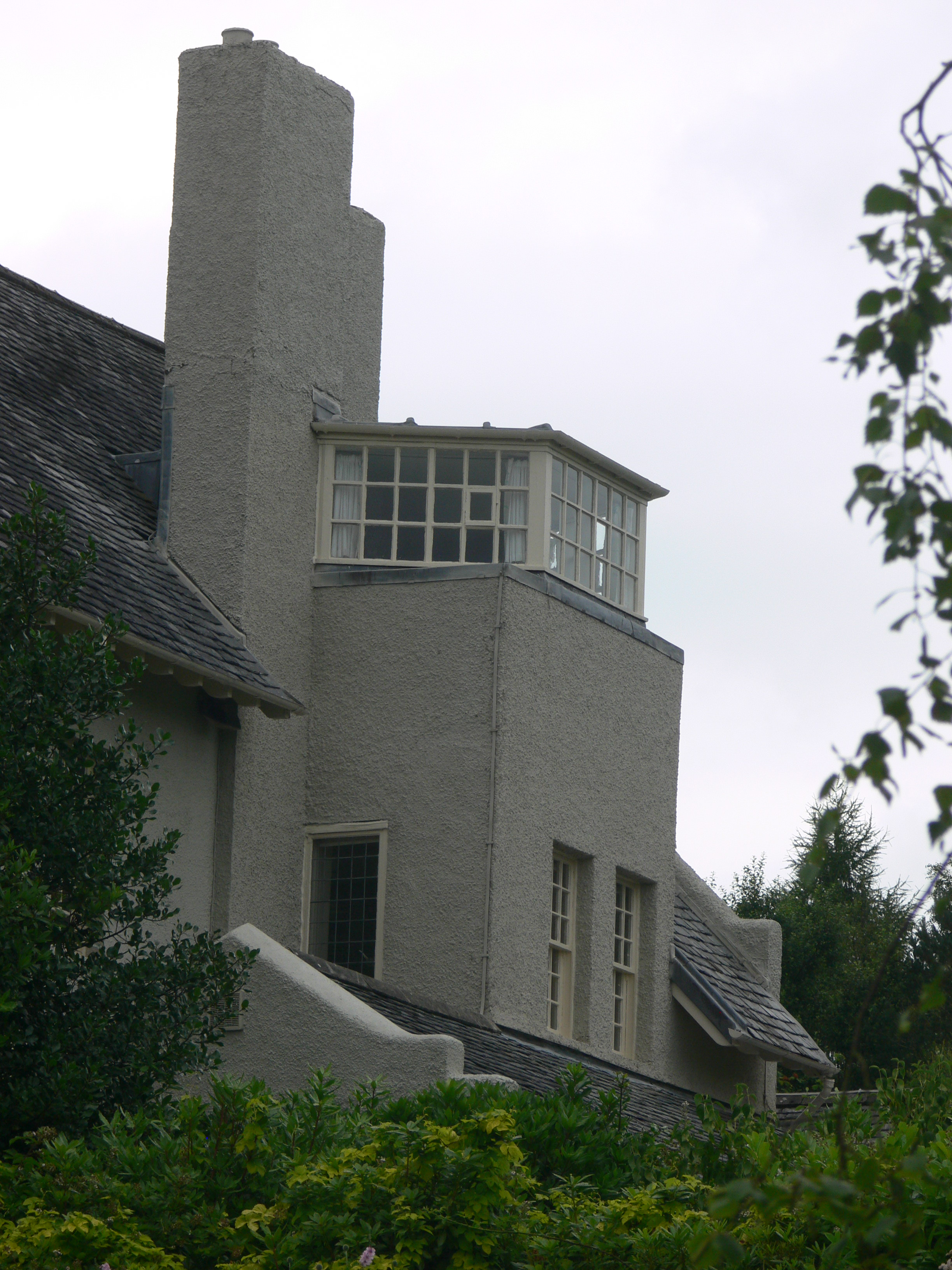
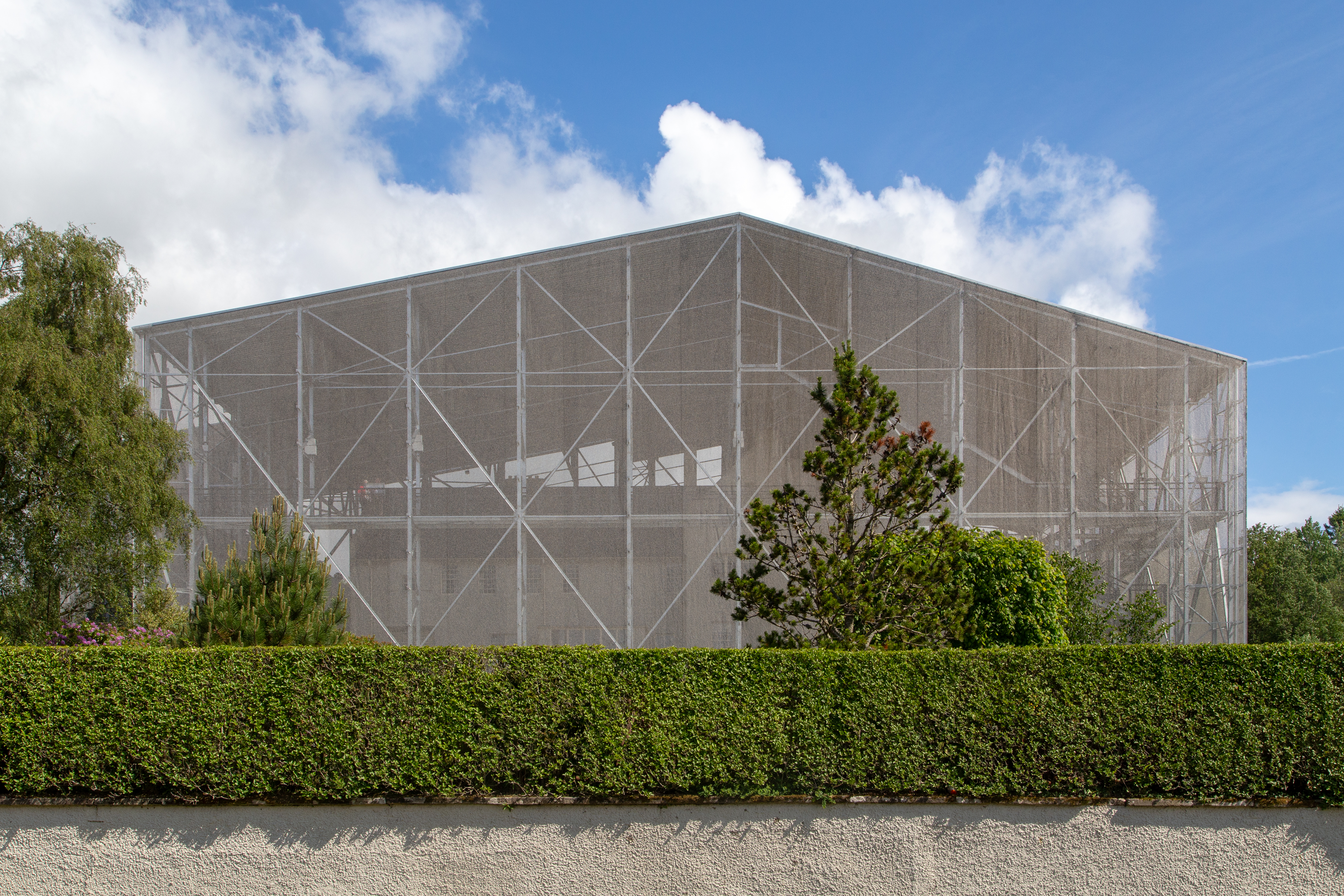
Пориста «коробка», що оточує будинок, червень 2019 року

## Інтер'єр
Особняк поєднав традиційну «жіночність» інтимного внутрішнього простору едвардіанського періоду з «мужністю» зовнішнього суспільного світу, що нечасто використовується в інтер’єрі будівлі. Для Макінтоша, внесення чоловічих аспектів усередину є важливим відходом від надмірно декорованих, цілком жіночних традиційних інтер’єрів. Це дозволило йому передати різні почуття та переживання залежно від призначення кожного простору. Макінтош використовував різні матеріали, кольори та освітлення, коли необхідно було здійснити повний перехід від однієї точки до іншої.

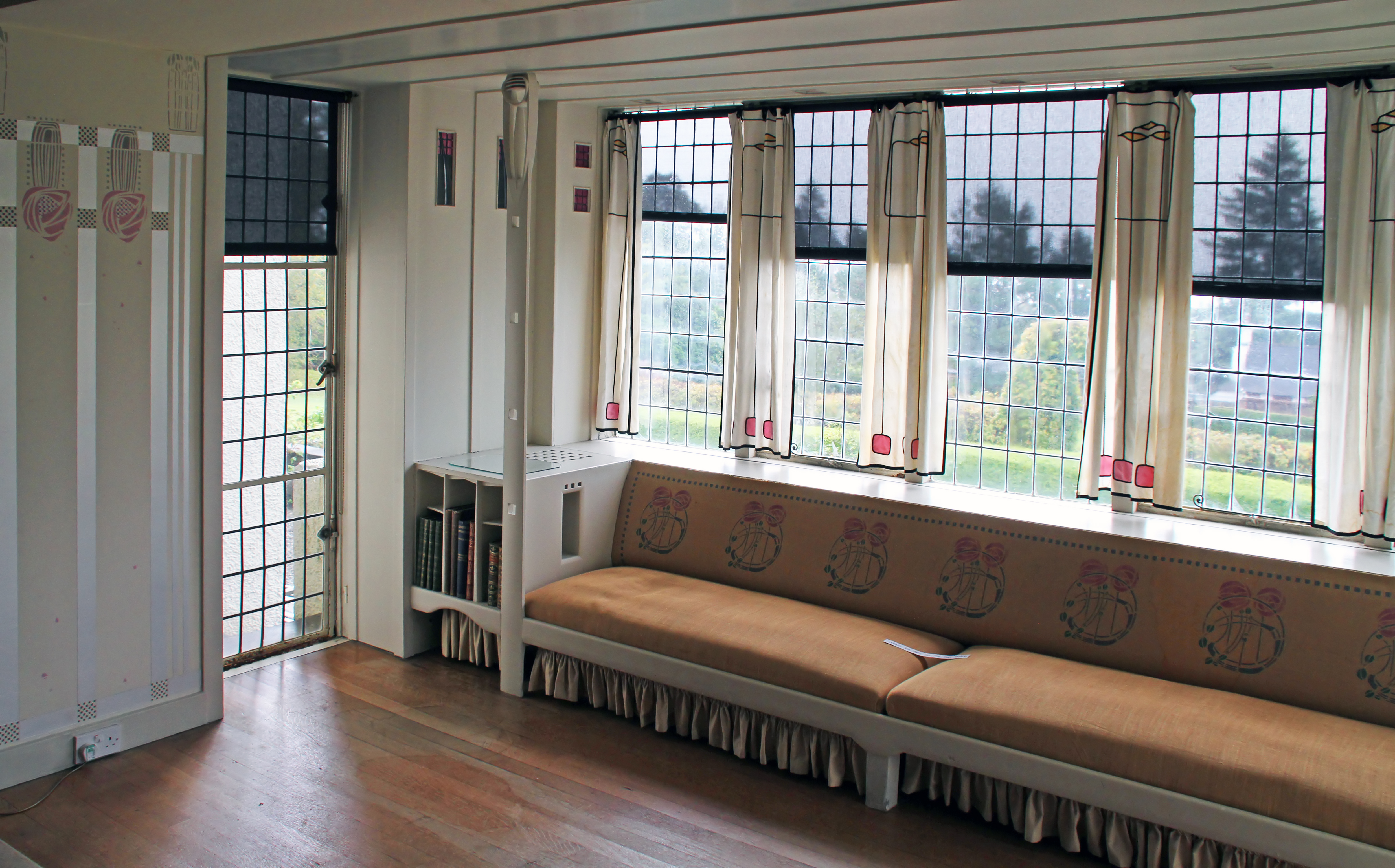
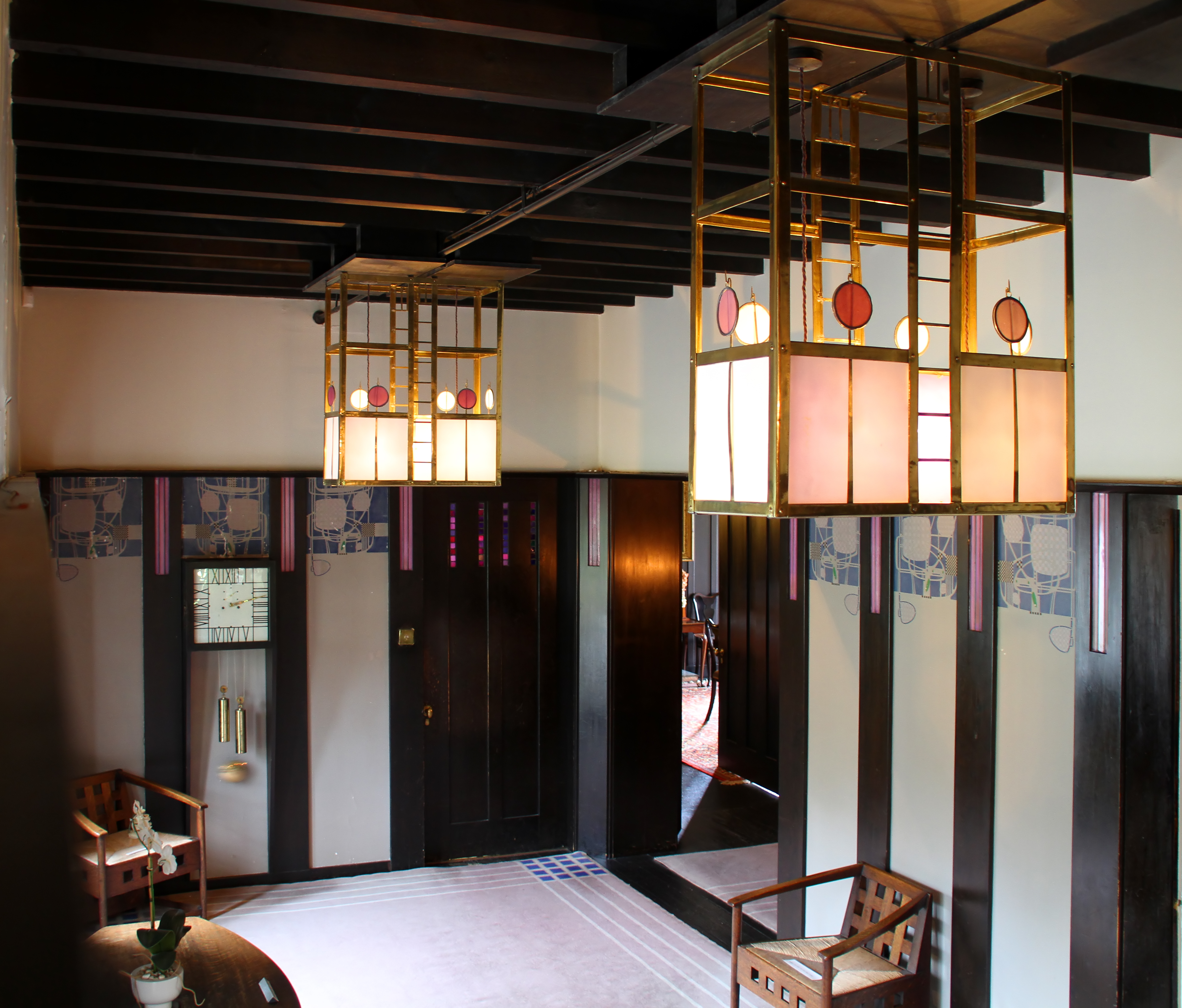
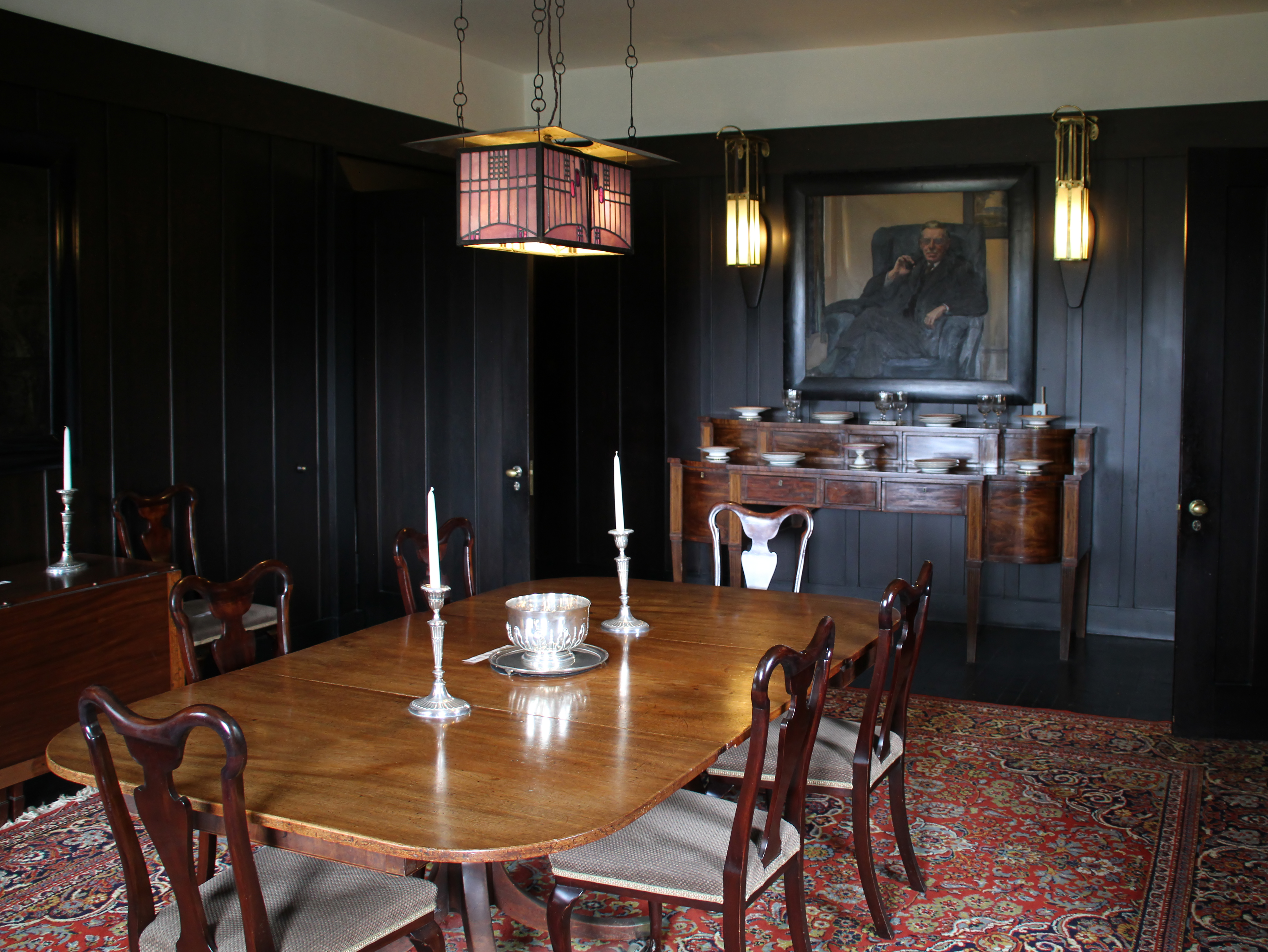
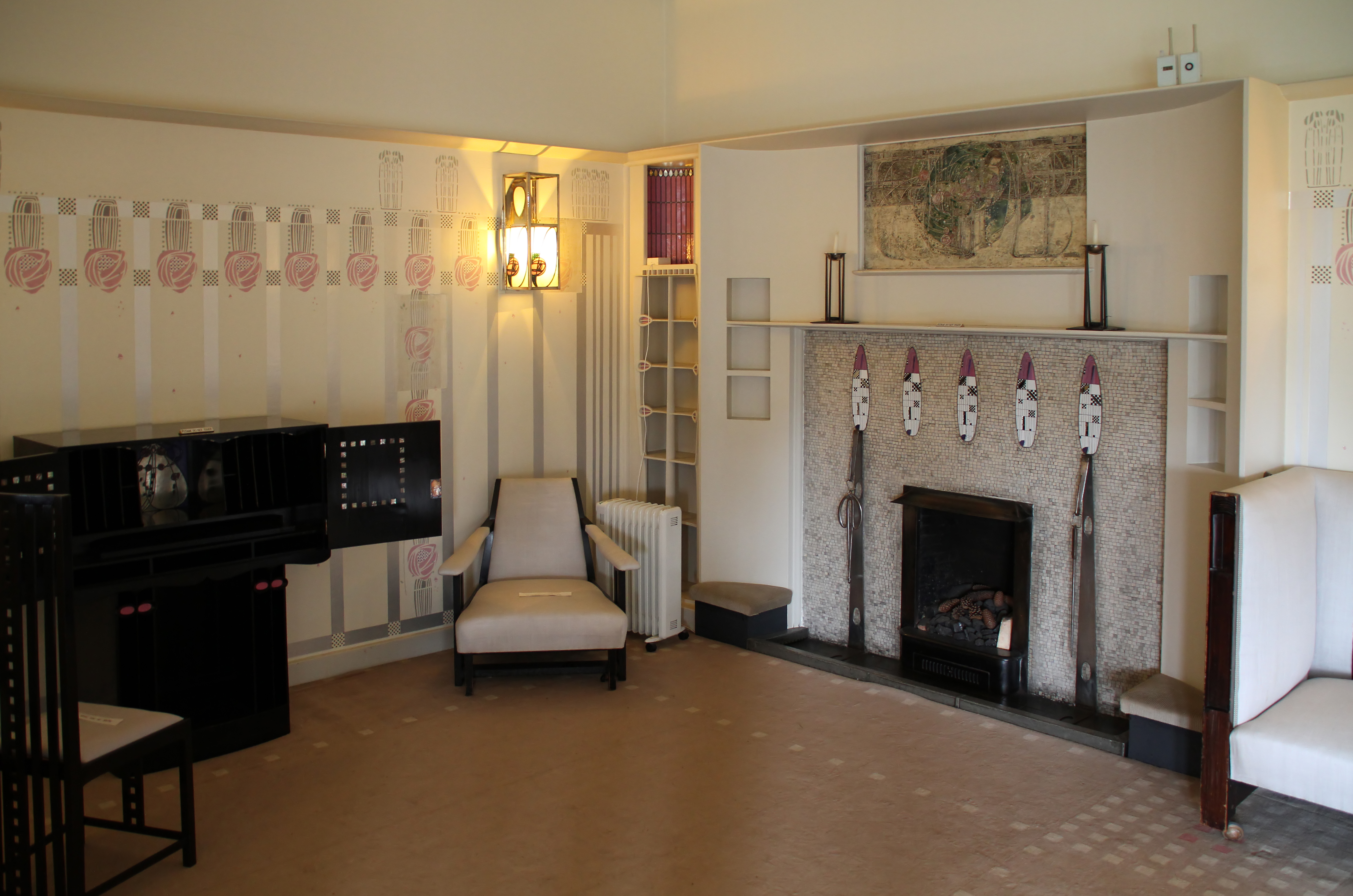